# オチキス

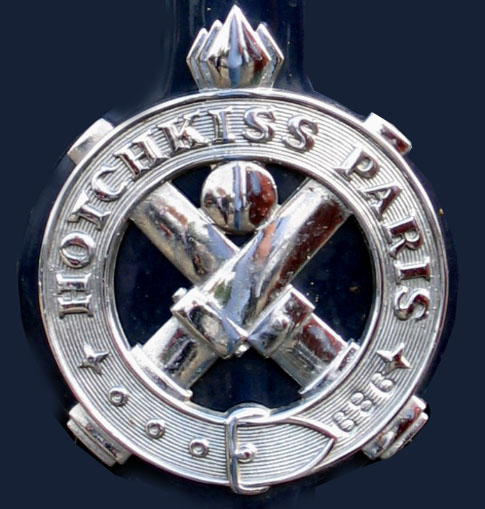
砲身が交差しているオチキスの社紋

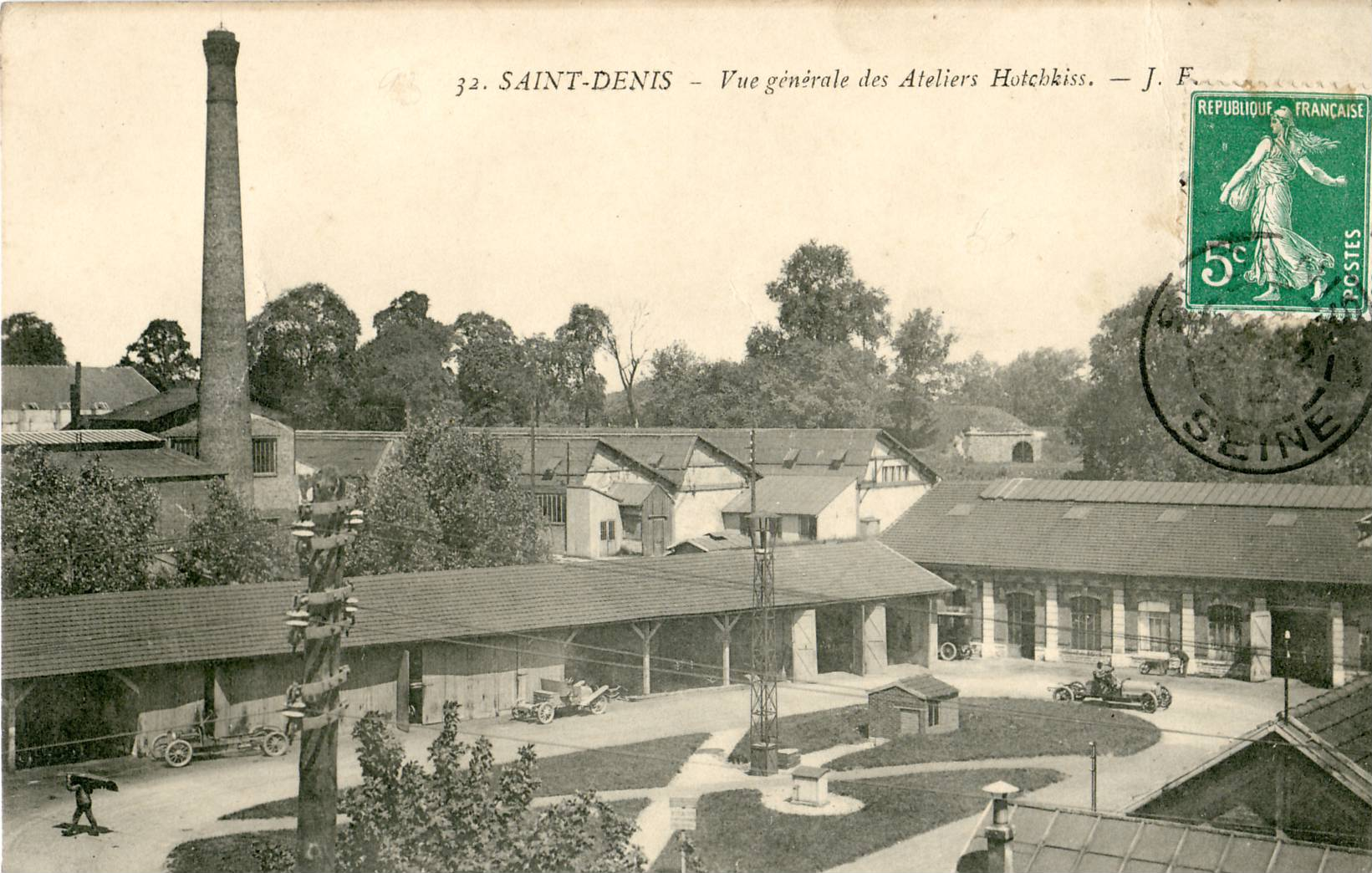
創業期のサン＝ドニ工場

オチキス（Hotchkiss）は1904年から1954年まで武器・兵器、自動車を製造したフランスのメーカー。アメリカ合衆国出身の技術者であるベンジャミン・ホチキス（Benjamin B. Hotchkiss）が1867年に設立した工場が母体である。

## 歴史

### 創業〜兵器生産
ベンジャミン・ホチキスはコネチカット州ウォータータウン出身の銃器工で、南北戦争後にフランスに移住し、1867年に最初の工場をロデーズ近郊のヴィヴィエで創業した。その後、パリ近郊のサン＝ドニ(Saint-Denis)に1875年に工場を建てた。
正式名称は「Société Anonyme des Anciens Etablissements Hotchkiss et Cie」。
普仏戦争でのフランス軍向け軍需物資を製造し、のちにはアメリカ合衆国政府もオチキス社から大砲を調達している。インディアン・ラコタ族の酋長シッティング・ブルと戦った1879年のミル川での戦いで使われたことが記録に残っている。
オチキスを代表する装備にはオチキスMle1914機関銃の他、オチキスH35/H38/H39軽戦車、オチキス回転砲等がある。
20世紀に入ると、財務状況が悪化した。この状況を打開するため自動車産業に参入する。フランス政府に多くを依存しないようにという理由だったと、創業者の息子であるAlfred Koernerが1980年代初頭に語っている。1900年の世界博覧会に同社は各種大砲を展示したが、そのとき提出した資料には、サン＝ドニ工場には400人の従業員と600台の生産器具があると記されている。

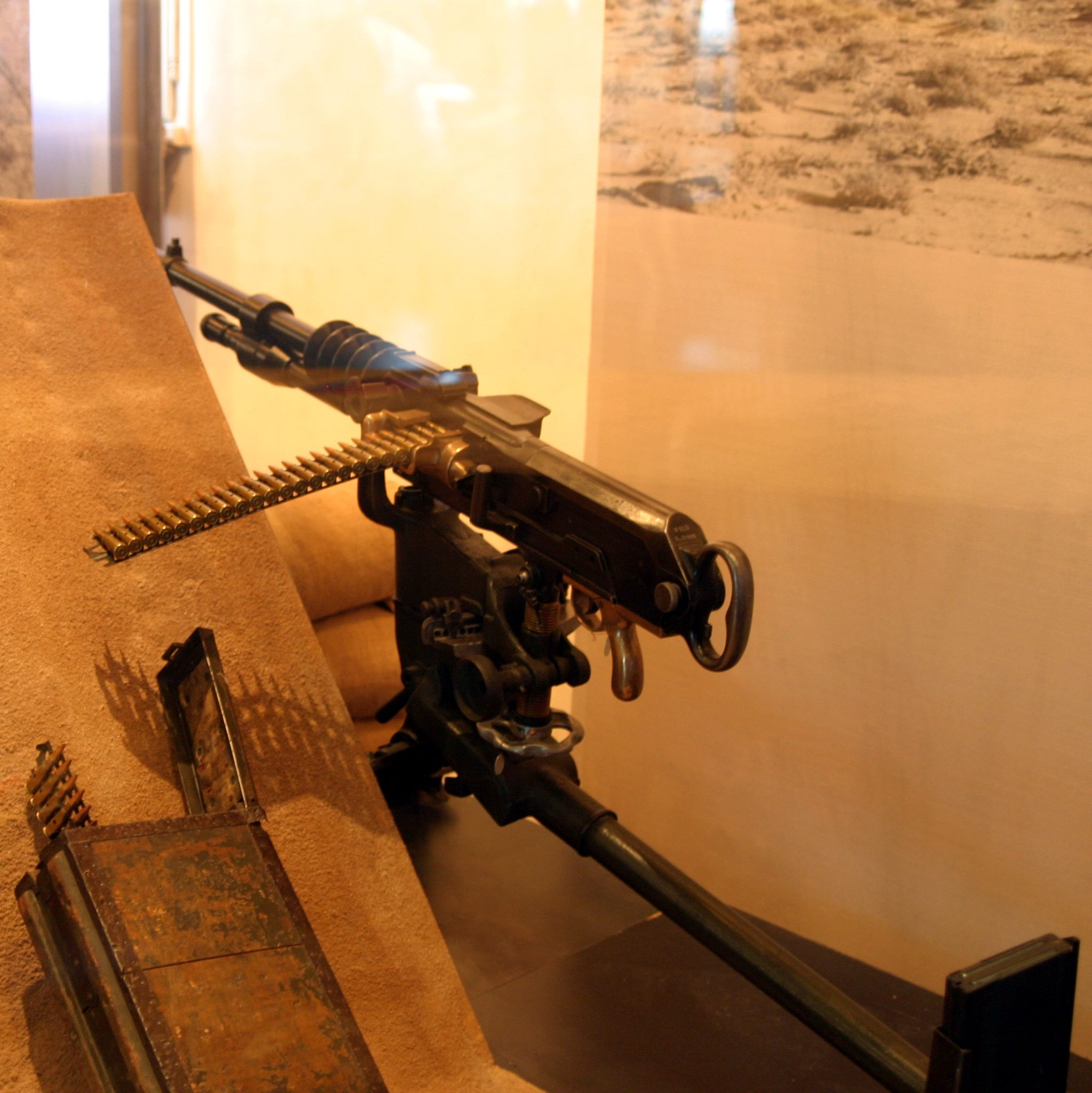
オチキスMle1914重機関銃
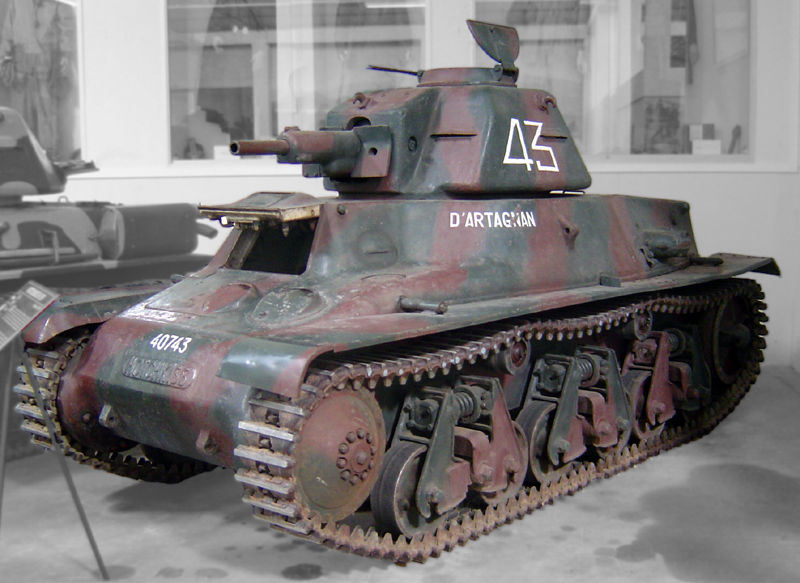
オチキスH39軽戦車
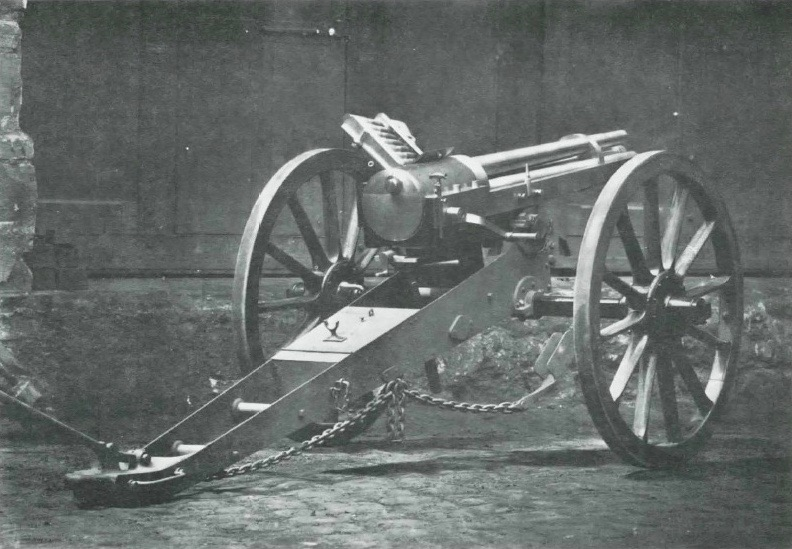
The Hotchkiss Revolving Cannon. picture published 1874

### 自動車

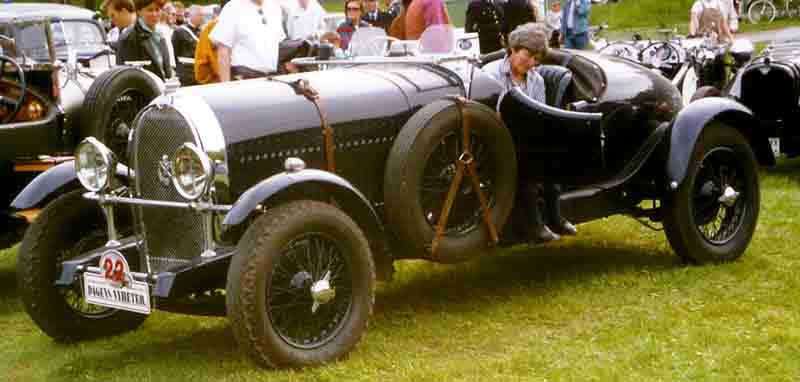
Hotchkiss 2-Seater Sports 1931

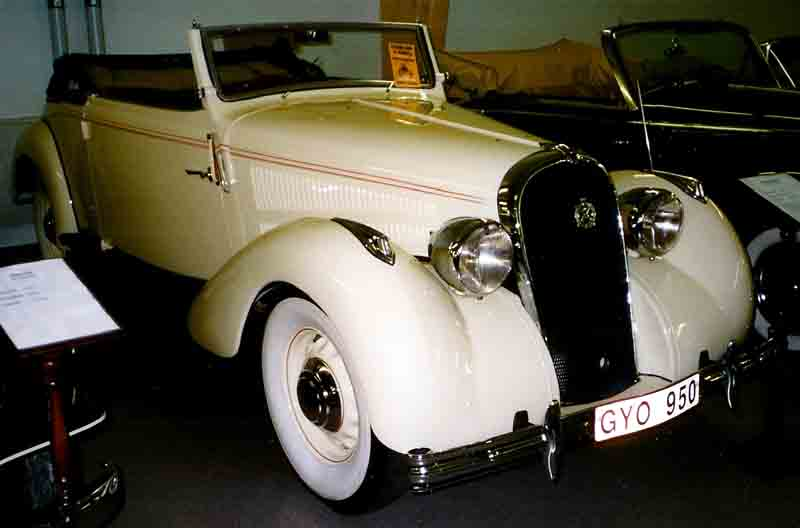
Hotchkiss 686 PN Cabriolet 1937

オチキスの自動車生産は1903年から始まった。最初の車は、17馬力(CV)(13 kW) の4気筒モデルだった。オチキスのエンブレムは2つの大砲が砲身を交差しているデザインで、造兵会社としての出自を示唆するものである。
1906年には6気筒モデルを発売するなど地歩を固めて行ったが、第一次世界大戦中は、戦車や兵器の製造に注力した。
第一次大戦後型の改良モデルAM型は1923年から1928年にかけて生産され、1928年には、新型6気筒モデルの「AM 80」が発表された。レースでも活躍し、ラリー・モンテカルロでは1932年、1933年、1934年、1939年、1949年、1950年に優勝している。この時代の代表モデルであった「オチキス 680」は、6気筒3リッターエンジンを搭載するアッパーミドルモデルであった。なお、大戦後には高級ラグジュアリー仕様の6.6リッターAK型も開発しているが、1台しか製造されなかった。
1920年にはイギリスで英国ホチキス社が設立され、オチキス車を生産しようと試みたが頓挫、試作車一台を完成させたのみに終わっている。
1937年にオチキスはアミルカー(Amilcar) と合併する。アミルカーに携わっていた前輪駆動車設計のエキスパートであるジャン＝アルベール・グレゴワール(Jean-Albert Grégoire) がデザイナーとして参加し、アルミニウムを多用した前衛的な1.2リッターモデル「コンパウンド」の開発も試みられたが、第二次世界大戦の勃発で企業活動は再び戦時体制に移り、一時は進駐したドイツ軍に協力せざるを得なかった。
大戦終了後、「680」の生産を再開、戦後型ニューモデルの「13 CV」4気筒も投入した。1947年には前輪駆動で2.2リッター級水平対向4気筒エンジンを搭載した中型車「オチキス＝グレゴワール」(Hotchkiss-Grégoire)を開発した。前輪駆動の専門家であるグレゴワール入魂の設計で、堅実な設計が基本であったオチキスの製品の中では極めて野心的なメカニズムを備えた注目すべき高性能乗用車であったが、品質面や市場性の問題を抱えており、本格的な大量生産は実現できないままに頓挫した。
この時代になるとオチキスのような中級車主力のメーカーは、当時のフランス政府による戦後復興対策の小型車優遇政策で、乗用車よりもトラックを優先せざるを得なくなりつつあった。1954年、オチキスは経営が厳しくなっていた高級車・トラックメーカーであるドライエ(Delahaye)を買収し、オチキス単独ブランド製品の生産は終了、オチキス＝ドライエ(Hotchkiss-Delahaye)のトラックの生産のみ継続した。更に1954年、オチキス社はウィリスからのライセンスを受けジープを生産した。
1956年、オチキス社はフランスの自動車会社ブラント(Brandt)を合併し「Hotchkiss-Brandt」となり、ブラントの工場でフランス軍向けのジープを1966年まで生産した。1966年にはThomson-Houstonとも合併し「Thomson-Houston-Hotchkiss-Brandt」となった。1970年には車の生産の一切が終了した。社名は変更され「Thomson-Brandt」となった。この時点でオチキスの名前は消えた。

### エレクトロニクス事業
1968年の時点で、エレクトロニクス事業は「Compagnie Générale de Télégraphie Sans Fil (CSF) 」と合併し、「Thomson-CSF」となっている。「Thomson-Brandt」は「Thomson-CSF」の約40%の株を所有する親会社だった。ついで1982年両社共にミッテラン政権により国有化されトムソンとなった。2010年1月26日に社名をテクニカラー（Technicolor）に変更。

## オチキス（ホチキス）の名前の名残り
自動車業界では「オチキス」の名前はホチキスドライブ（オチキスドライブ - ホチキス駆動方式　フロントエンジン・リアドライブ車において、オープン・プロペラシャフトで固定式後車軸を駆動し、牽引力のシャーシへの伝達は後車軸を直接支持するスプリングやリンクのみに頼る）という動力伝達方式の名前で残っている。
軍用では20世紀前半に多用されたホチキス砲（ホッチキス QF 3ポンド砲など）やホチキス機関銃（ホッチキス Mle1914重機関銃など）が有名である。
事務用品のホッチキス（ステープラー）はベンジャミン・ホチキスが発明者といわれることもあるが、これは俗説である。ホッチキスという通称は、最初に日本へと輸入されたステープラーがE.H.ホチキス社（E.H.Hotchkiss）の製品であったことに由来する。E.H.ホッチキス社の社名は創業者のうちジョージ（George Hotchkiss）とイーライ・ハベル（Eli Hubbell Hotchkiss）の親子から取られたもので、ベンジャミン・ホチキスはこれに関与していない。一方で、ベンジャミンがイーライ・ハベルの兄弟や親類であったと言われることもある。この俗説の検証を行ったジム・ブリーンは、ベンジャミンとステープラーに直接の繋がりは見いだせないものの、ステープラーの販売を行ったホッチキス親子とベンジャミン・ホッチキスは共にコネチカット州出身であり、不確かながら親族からの証言もあったとして、何らかの血縁関係があった可能性までは否定しきれないとしている。